# Robert G. Henderson
Robert George „Bob“ Henderson ist ein Tontechniker.

## Leben
Henderson begann seine Karriere Ende der 1960er Jahre beim Fernsehen. Zwischen 1967 und 1970 arbeitete er an 72 Folgen der Fernsehserie Ein Käfig voller Helden. Nach seinem Filmdebüt 1974, dem Horrorfilm The House on Skull Mountain mit Victor French in der Hauptrolle, kehrte er nie zum Fernsehen zurück. Henderson arbeitete zwischen 1982 und 1990 an elf Filmen mit Clint Eastwood, angefangen von Honkytonk Man, über zwei Dirty-Harry-Filme bis zu Rookie – Der Anfänger. Er war auch an den drei ersten Lethal-Weapon-Filmen von Richard Donner beteiligt.
1986 war er für Der Tag des Falken das erste Mal für den Oscar in der Kategorie Bester Tonschnitt nominiert; eine zweite Nominierung in derselben Kategorie erfolgte 1990 für Brennpunkt L.A. 1989 war er zudem für Clint Eastwoods Bird für den BAFTA Film Award in der Kategorie Bester Ton nominiert. Die einzige Auszeichnung, die Henderson gewinnen konnte, war der Golden Reel Award für Der Tag des Falken im Jahr 1986. Nach seinem letzten Film, Ridley Scotts Sportdrama The Fan zog er sich 1996 aus dem Filmgeschäft zurück.

## Filmografie (Auswahl)
- 1977: Unternehmen Capricorn (Capricorn One)
- 1978: Convoy
- 1981: Wenn der Postmann zweimal klingelt (The Postman Always Rings Twice)
- 1983: Die schrillen Vier auf Achse (National Lampoon’s Vacation)
- 1985: Der Tag des Falken (Ladyhawke)
- 1985: Pale Rider – Der namenlose Reiter (Pale Rider)
- 1987: Lethal Weapon – Zwei stahlharte Profis (Lethal Weapon)
- 1989: Brennpunkt L.A. (Lethal Weapon 2)
- 1989: Pink Cadillac
- 1990: Stirb langsam 2 (Die Hard 2: Die Harder)
- 1992: Brennpunkt L.A. – Die Profis sind zurück (Lethal Weapon 3)
- 1993: Demolition Man
- 1995: Bad Boys – Harte Jungs (Bad Boys)
- 1996: The Fan

## Auszeichnungen
- 1986: Oscar-Nominierung in der Kategorie Bester Tonschnitt für Der Tag des Falken
- 1989: BAFTA-Film-Award-Nominierung in der Kategorie Bester Ton für Bird
- 1990: Oscar-Nominierung in der Kategorie Bester Tonschnitt für Lethal Weapon 2 – Brennpunkt L.A.